# Osterländisch
Osterländisch ist ein obersächsischer Dialekt, der in Sachsen noch um Leipzig, mit fließenden, unscharfen Grenzen bis in Richtung Eilenburg und Torgau verwendet wird. Weitere Formen dieses Dialekts werden in Sachsen-Anhalt um Wittenberg, Bitterfeld-Wolfen und Jessen als Nordobersächsisch gesprochen. In Halle (Saale) in Sachsen-Anhalt, mit dem eigenständigen Dialekt Hallisch, bis hin nach Brandenburg, um Herzberg, Bad Liebenwerda und Elsterwerda wird Nordost-Osterländisch gesprochen. Im Schraden wird Schraden-Osterländisch gesprochen. Entstanden sind diese Dialekte unter der überwiegend niederdeutschen und flämischen Besiedlung des nördlichen Sachsens zwischen dem 11. und 13. Jahrhundert.

## Name
Zurückzuführen ist die Bezeichnung Osterländisch auf die historische thüringisch-sächsische Region Osterland, auf deren Gebiet sich der Sprachraum erstreckt.

## Beispiele
Ein typisches osterländisches Wort ist Behnert für Weidenkorb.